# Skrbovice
Skrbovice (1880–194? Šreiberzejf, německy Schreiberseifen), polsky Skrbowice) je část obce Široká Niva v okrese Bruntál. Nachází se na jihu Široké Nivy. Prochází tudy železniční trať Milotice nad Opavou - Vrbno pod Pradědem.
Skrbovice je také název katastrálního území o rozloze 14,16 km2.

## Název
Vesnice byla založena v poslední čtvrtině 17. století pod jménem Schreiberseifen - "Schreiberovo rýžoviště". Jméno Schreiber bylo zřejmě příjmení prvního obyvatele. České jméno vzniklo hláskovou úpravou první části jména (a příponou podle jmen jiných sídel).

## Historický přehled
Až do roku 1960 byl součástí katastru Skrbovic také Kunov, avšak až do roku 1924 nenáležela ke Skrbovicím jeho nejjižnější část (4 domy), tvořící do té doby místní část Nových Heřminov. Roku 1924 pak byly obě části Kunova sloučeny v rámci Skrbovic, přičemž katastrální území Skrbovic pak svým cípem zasahovalo do blízkosti zástavby Nových Heřminov.

## Vývoj počtu obyvatel
Počet obyvatel Skrbovic podle sčítání nebo jiných úředních záznamů:
| Rok            | 1869 | 1880 | 1890 | 1900 | 1910 | 1921 | 1930 | 1950 | 1961 | 1970 | 1980 | 1991 | 2001 |
| -------------- | ---- | ---- | ---- | ---- | ---- | ---- | ---- | ---- | ---- | ---- | ---- | ---- | ---- |
| Počet obyvatel | 277  | 308  | 357  | 343  | 623  | 559  | 182  | 470  | 89   | 70   | 42   | 40   | 37   |

1. 1 2 3 4 5 6 7  včetně Kunova
2. ↑  včetně Kunova 562, a z toho: 9 Čechoslováků, 539 Němců; 481 řím. kat., 17 evang., 1 čsl., 52 starokatol., 1 izrael., 3 bez vyzn.

Ve Skrbovicích je evidováno 34 adres : 27 čísel popisných (trvalé objekty) a 7 čísel evidenčních (dočasné či rekreační objekty). Při sčítání lidu roku 2001 zde bylo napočteno 25 domů, z toho 10 trvale obydlených.

## Osobnosti
- Rudolf Koppitz (1884–1936), jeden z nejvýznamnějších představitelů secesní fotografie

## Pamětihodnosti
- Přírodní rezervace Kunov

## Galerie

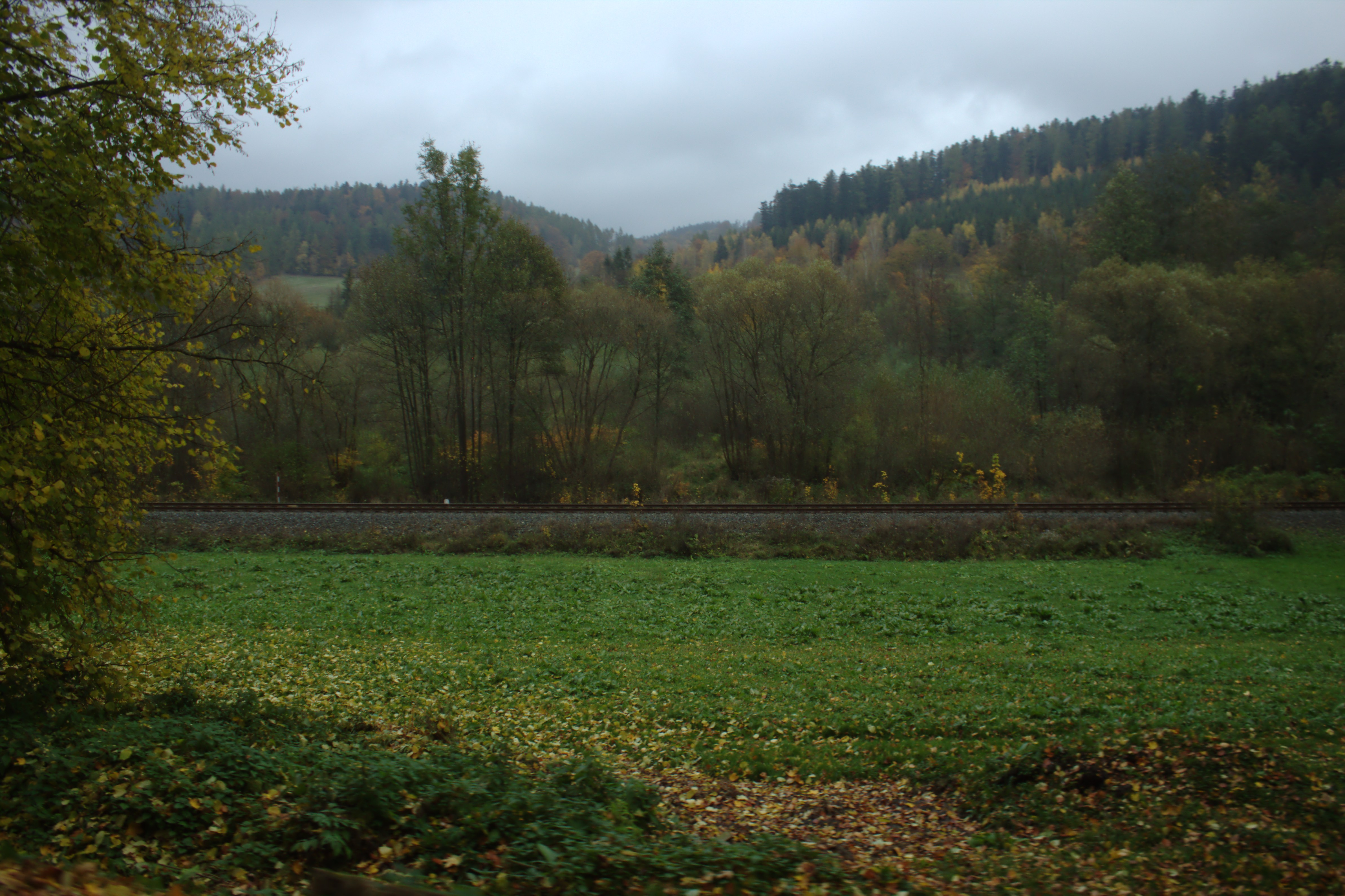
Krajina v okolí
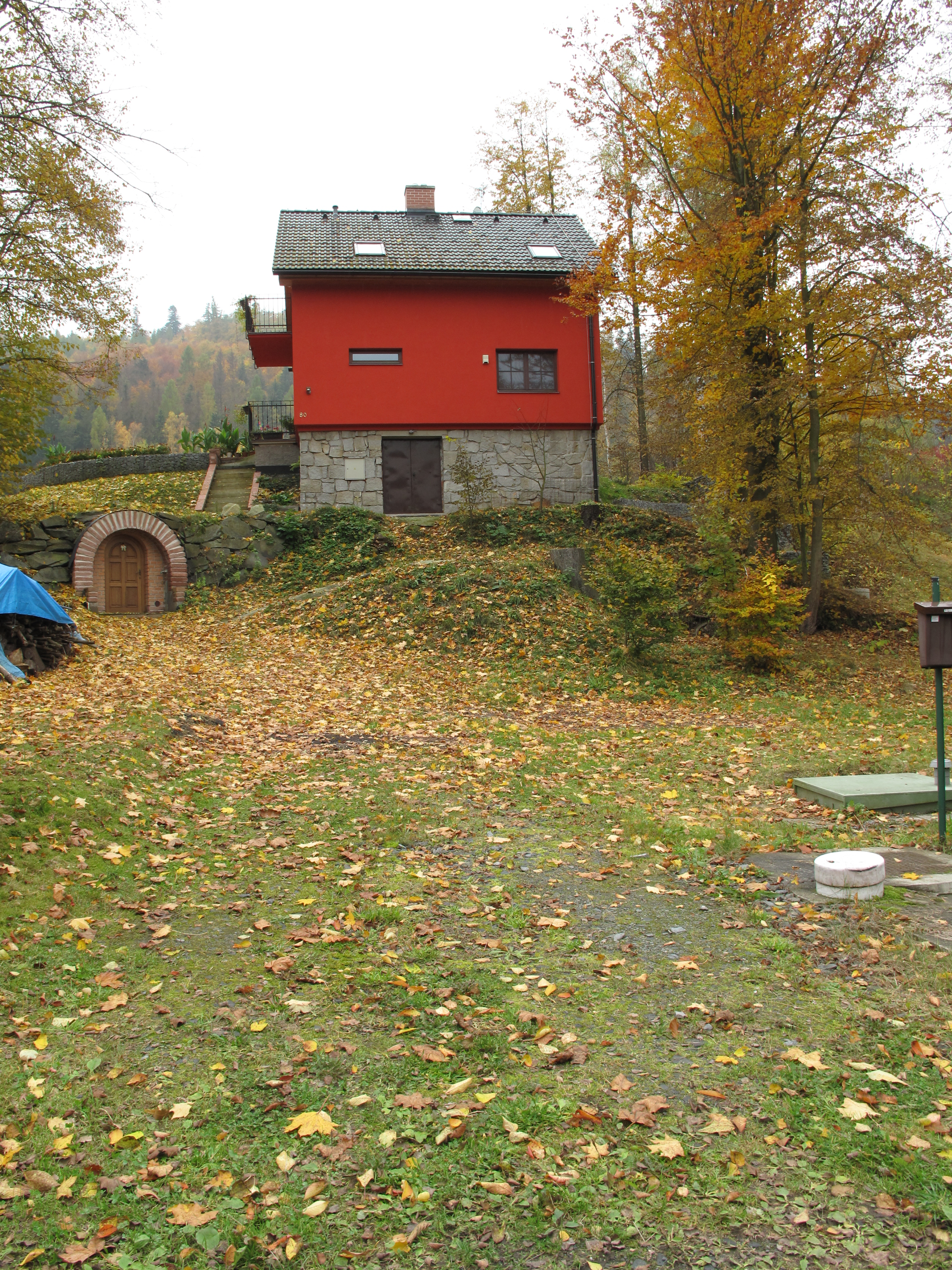
Domek
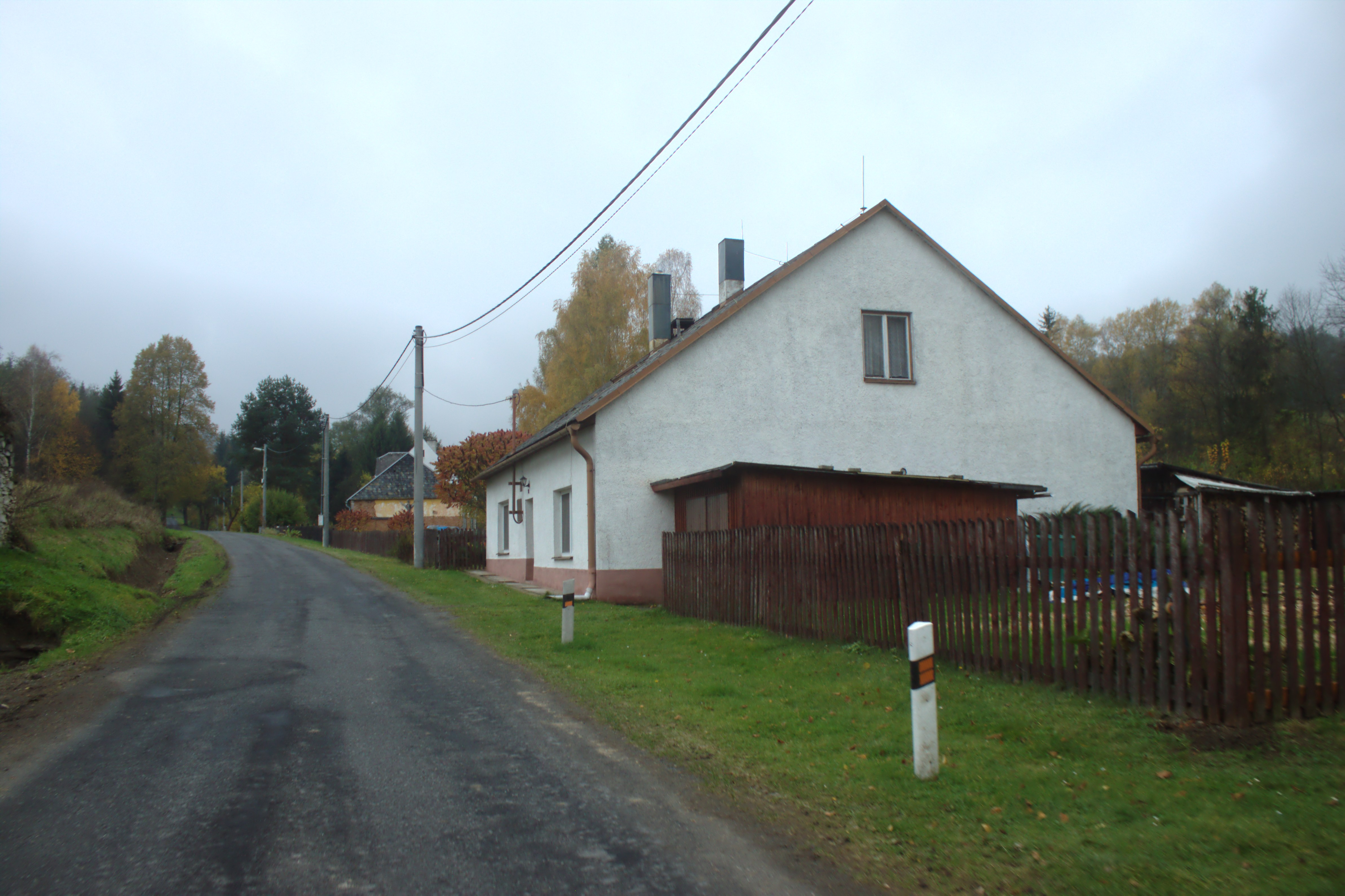
Domy u silnice